# Вердефиоре I (Мачерата)
Вердефиоре I је насеље у Италији у округу Мачерата, региону Марке.
Према процени из 2011. у насељу је живело 41 становника. Насеље се налази на надморској висини од 239 м.